# Doublepensée
Doublepensée (en version originale doublethink) est un terme inventé par George Orwell comme le novlangue, dans son roman dystopique 1984, indiquant une capacité à accepter simultanément deux points de vue opposés et ainsi mettre en veilleuse tout esprit critique. C'est aussi une rupture avec le « principe de non-contradiction », sur lequel repose toute la science démontrable.

## Origine et concept
Dans le monde du roman 1984, toute pensée qui n'est pas strictement conforme à la doctrine du Parti est criminelle. Or, d'une part cette doctrine dénie certains faits objectifs et d'autre part elle est susceptible d'évoluer d'un jour à l'autre. Il en résulte que, pour adhérer à la doctrine, l'individu doit être capable de maîtriser la technique de la double-pensée, qui lui permet d'adopter au même instant deux opinions contradictoires, ou bien de les adopter successivement en effaçant le souvenir  de la première croyance. L'ambition du Parti est de casser le lien entre l'individu et la réalité, de le rendre totalement malléable, afin qu'il puisse adopter n'importe quelle croyance, même si elle est contraire au bon sens ou à ses propres perceptions sensorielles.
George Orwell présente la doublepensée comme suit :

« Winston laissa tomber ses bras et remplit lentement d’air ses poumons. Son esprit s’échappa vers le labyrinthe de la double-pensée. Connaître et ne pas connaître. En pleine conscience et avec une absolue bonne foi, émettre des mensonges soigneusement agencés. Retenir simultanément deux opinions qui s’annulent alors qu’on les sait contradictoires et croire à toutes deux. Employer la logique contre la logique. Répudier la morale alors qu’on se réclame d’elle. Croire en même temps que la démocratie est impossible et que le Parti est gardien de la démocratie. Oublier tout ce qu’il est nécessaire d’oublier, puis le rappeler à sa mémoire quand on en a besoin, pour l’oublier plus rapidement encore. Surtout, appliquer le même processus au processus lui-même. Là était l’ultime subtilité. Persuader consciemment l’inconscient, puis devenir ensuite inconscient de l’acte d’hypnose que l’on vient de perpétrer. La compréhension même du mot « double pensée » impliquait l’emploi de la double pensée. »

— George Orwell, 1984, Première Partie, Chapitre III,
L'Humanité indique que, d'une manière générale, avec la double pensée, l'individu devient capable de réunir en lui-même des propositions contradictoires en les juxtaposant, sans créer de lien entre elles : il dénie ainsi leur opposition, ce qui écarte la possibilité d'un conflit intérieur. Cette attitude s'appuie sur ce que la psychanalyse appelle le clivage du moi. Dans 1984, l'individu maîtrisant la double-pensée peut effacer de son esprit un élément de réalité — il persuade « consciemment l’inconscient » — puis même oublier qu'il a procédé à un acte d'autohypnose. Cette procédure empêche tout jugement sur les différents éléments de réalité en les indifférenciant.
D'après L'Humanité, la double-pensée, qui adopte simultanément une chose et son contraire, « produit une désintégration de la conscience ». Il devient impossible d’analyser la réalité. L'enjeu n'est donc pas d'imposer une certaine représentation de la réalité, comme le fait de façon classique la propagande, mais d'empêcher la possibilité même de pouvoir créer une représentation.
Comme Orwell l'explique dans son livre, le Parti était incapable de conserver une mainmise absolue sur le pouvoir sans dégrader la population et la soumettre à une propagande permanente. Or, le fait que ces brutalités et ces manipulations fussent connues, même au sein du Parti, aurait pu conduire à l'effondrement de l'État sur lui-même. C'est pour cette raison que le gouvernement imaginé par Orwell utilisait un système complexe de « contrôle de la réalité ». Quoique 1984 soit plutôt connu pour ses descriptions de surveillance approfondie du quotidien, le contrôle de la réalité signifiait que la population devait être également contrôlée et manipulée au travers du langage de tous les jours et de la pensée commune. Le novlangue fut ainsi désigné comme méthode pour contrôler la pensée par l'entremise du langage, la doublepensée étant une méthode pour contrôler directement l'esprit.
Le novlangue lui-même incarne la doublepensée car il contient de nombreux mots qui créent des associations supposées entre des significations différentes. C'est particulièrement vrai lorsqu'il s'agit de mots d'importance fondamentale comme « bien » / « mal », « correct » / « faux », « vérité » / « mensonge », ou « justice » / « injustice ».
La double-pensée conduit ainsi à rendre sémantiquement égaux des termes opposés; un phénomène qui explique les trois slogans du Parti dans 1984 : « La guerre, c’est la paix », « La liberté, c’est l’esclavage », « L’ignorance, c’est la force ». De la même façon, dans 1984, le ministère de la Paix fait la guerre, le ministère de la Vérité produit des mensonges, le ministère de l’Amour pratique la torture, et le ministère de l’Abondance crée la famine.
La doublepensée est une forme d'aveuglement acquis et volontaire vis-à-vis des contradictions contenues dans un système de pensée. Dans le cas de Winston Smith, le personnage principal du roman d'Orwell, le problème était qu'il était incapable de travailler au Ministère de la Vérité (Miniver) où il était censé effacer les faits dérangeants des archives publiques, pour ensuite adhérer aux nouvelles vérités qu'il avait lui-même écrites.
De plus, l'auto-manipulation en laquelle consiste la doublepensée permet au Parti de promouvoir d'énormes objectifs à côté d'attentes réalistes : « Si l'on doit gouverner, si l'on doit continuer à gouverner, on doit être en mesure de détruire tout sens de la réalité. Parce que le secret du gouvernement est de combiner la croyance en sa propre infaillibilité, avec le pouvoir d'apprendre des erreurs du passé ». Dès lors, chaque membre du Parti se transforme en pion crédule sans toutefois jamais manquer d'information vraisemblable. Le Parti est à la fois fanatique et bien informé, l'empêchant ainsi non seulement de se « fossiliser » mais également de se « ramollir », et par conséquent de s'effondrer. La phrase « Tuer le messager » (Killing the messenger) qui a perturbé le commandement des militaires nazis (et plus tard des Irakiens) ne se présenterait pas dans un tel système. La doublepensée fonctionne comme un outil clé pour l'autodiscipline dans le Parti, en complément de la discipline imposée par l'état par l'intermédiaire de la propagande et de l'état policier. Ces outils rassemblés permettent de cacher les intentions malignes du gouvernement au peuple ainsi qu'au gouvernement lui-même, mais sans provoquer la confusion et la désinformation qui caractérisent les régimes totalitaires plus primitifs.
La doublepensée était essentielle pour donner au Parti la possibilité de connaître ses véritables objectifs sans y déroger. Les dictatures précédentes ont commis l'erreur de combiner leur propagande égalitariste avec leur but. 1984 tend à montrer que les dictatures de la prochaine génération ne se comporteront plus aussi naïvement.
Au-delà des années qui suivirent la publication de 1984, le terme de doublepensée est devenu synonyme du soulagement apporté à une dissonance cognitive lorsqu'on ignore les contradictions entre des visions du monde différentes — ou même du fait de rechercher délibérément à réduire l'ampleur d'une dissonance cognitive. Certaines écoles psychothérapeutiques, comme la thérapie cognitive, encouragent par exemple les individus à altérer leurs propres pensées dans le but de traiter certaines maladies psychologiques.

## Voir également
- Dissonance cognitive
- Dialectique
- Syncrétisme
- 2+2=5
- Paradoxe de Moore